# Linda de Mol
Linda de Mol, född 8 juli 1964 i Hilversum, nederländsk TV-programledare, syster till John de Mol.
Linda de Mol har arbetat som programledare i Nederländerna, Storbritannien och Tyskland. Hon blev känd för den tyska versionen av Kär och galen och har sedan lett ett antal stora TV-shower, bland annat Deal or No Deal.